# Dämonenspiel
Dämonenspiel ist die Bezeichnung für eine Spielform magischen Charakters, bei der Götter, gottähnliche Wesen, Geister und personifizierte Naturgewalten auftreten. Die Übergänge zum religiösen Mysterienspiel sind fließend. Ähnlich dem Mysterienspiel werden meist Szenen uralter Mythen und Volkssagen in bestimmten tradierten Riten vor einem Publikum zur Anschauung gebracht. 

## Begriff
Das Wort Dämon stammt aus dem Griechischen (altgriechisch δαίμων daímōn). Die griechische Mythologie verstand darunter ein gottähnliches Geistwesen, das in der Volksreligion einen Platz als Mittler zwischen Göttern und Menschen einnahm. Es konnte sich als hilfreich oder als feindselig erweisen, konnte die Züge eines Schutzgeistes, aber auch die eines teuflischen Wesens annehmen. Bei dem antiken Philosophen Sokrates erscheint der Dämon als „Daimonion“, als eine gottgesandte innere Stimme, als Gewissen, das ihm den ethisch richtigen Weg des Verhaltens wies.
Vorstellungen von guten und bösartigen Geistern, die man fürchtete und sich gnädig stimmen musste, erwuchsen in den unterschiedlichsten Naturreligionen und Kulturen. Sie führten zu rituellen Veranstaltungen, bei denen die gefürchteten Wesen mit Opfern, Tänzen und Dämonenspielen geehrt wurden. In hoch entwickelten Kulturen entstanden aus ihnen verschiedene Formen von Mysterienspielen, im christlichen Bereich etwa die Passionsspiele.

## Sinngebungen
Einen vor allem bei Naturvölkern deutlich erkennbaren Entstehungsgrund versucht die auf den österreichischen Psychoanalytiker Sigmund Freud zurückgehende ‚Theorie der Angstabwehr’ mit einem Schutzbedürfnis vor den nicht greifbaren Naturmächten und ihrer Bedeutung für das Schicksal der Menschen zu erklären: „Dieses Erklärungsmodell trifft auch den Spielgedanken und das Spielhandeln uralter Kulturvölker, die mit magischen Maskentänzen und schauerlichen Götterritualen ihre Ängste vor den geheimnisvollen Kräften der Natur und vor dem Zauber von Geistern und Dämonen zu bändigen und zu bannen versuchen. Mysterienspiele überführen die ungreifbaren Naturgewalten und Angst machenden Geschöpfe der Phantasie in sichtbare Gestalten, mit denen man spielerisch umgehen, die man hofieren, verspotten oder von stärkeren Schutzgottheiten symbolisch vertreiben oder vernichten lassen kann.“
Der Volksglaube personifizierte die Naturkräfte in seinen Mythen zu fassbaren Gestalten, und die Urprinzipien des beschützenden Guten und des bedrohlichen Bösen erhielten in symbolträchtigen Figuren eine sichtbare Ausprägung, um mit ihnen dann in sakraler Weise zeremoniell umgehen zu können:

### Ägypten
Schon Jahrtausende vor der christlichen Zeitenwende zelebrierten die Pharaonen und ihre Priester im alten Ägypten Dämonen- oder Mysterienspiele zu Ehren ihrer zahlreichen Gottheiten, denen das Wohlergehen des Landes, etwa die sehnsüchtig erwartete jährliche Überschwemmung des Niltals, abgerungen werden musste. Sie erklärten dem Volk das Weltbild der Zeit, die Entstehung des Kosmos, die Taten der Gottheiten und den göttlichen Rang des Herrschers. Lichtgestalten wie Isis und ihr Gatte Osiris stehen in einem permanenten Kampf mit den Mächten des Bösen, die in Gestalten wie dem hinterhältigen Brudermörder Seth oder in der wilden Löwengöttin Sachmet ihre Verkörperung finden. Der herrschende Pharao rangiert meist im Mittelpunkt der Ereignisse beim Totenkult und den Opferzeremonien.

### Indien

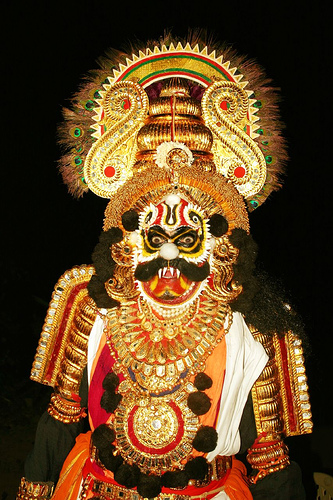
Ein Rakshasa im Ramayana-Spiel

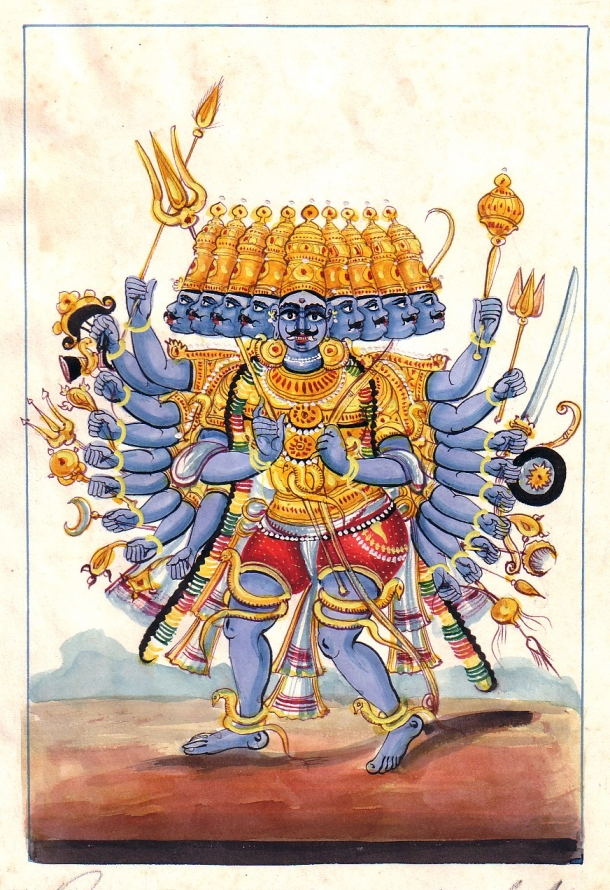
Ravana, der Dämonenkönig von Lanka (Sri Lanka)

In der indischen Mythologie und der sie darstellenden Epik und Folklore spielen Dämonen wie die Rakshasas eine bedeutende Rolle. Selbst einstmals Götter, wurden sie ihre Gegenspieler. Es handelt sich um Geister der Finsternis, welche die Gestalt verschiedener Tiere wie Eulen, Geier oder Tiger annehmen können und sich von Blut und Menschenfleisch ernähren. Ausgestattet mit mehreren Köpfen, Armen und Beinen sowie meist großen Fangzähnen, wirken sie grauenerregend und furchteinflößend auf die Menschen, denen sie feindselig gesinnt sind. Die Dämonenkönige Ravana und Kamsa stehen in einem erbitterten Kampf mit dem Königssohn Rama, der menschenfreundlichen Inkarnation des Gottes Vishnu. Im Zeremonialspiel symbolisieren sie die im Weltgeschehen einander widerstreitenden Mächte, ihre wechselvollen Siege und Niederlagen.

### Indonesien

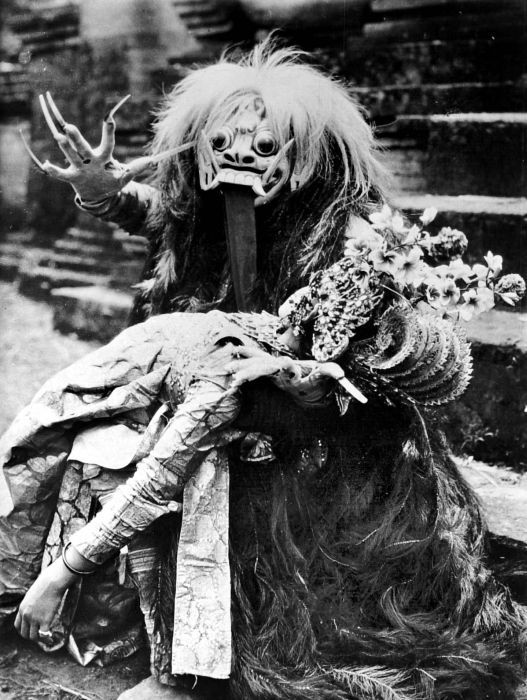
Die böse Dämonin Rangda im Barong-Spiel

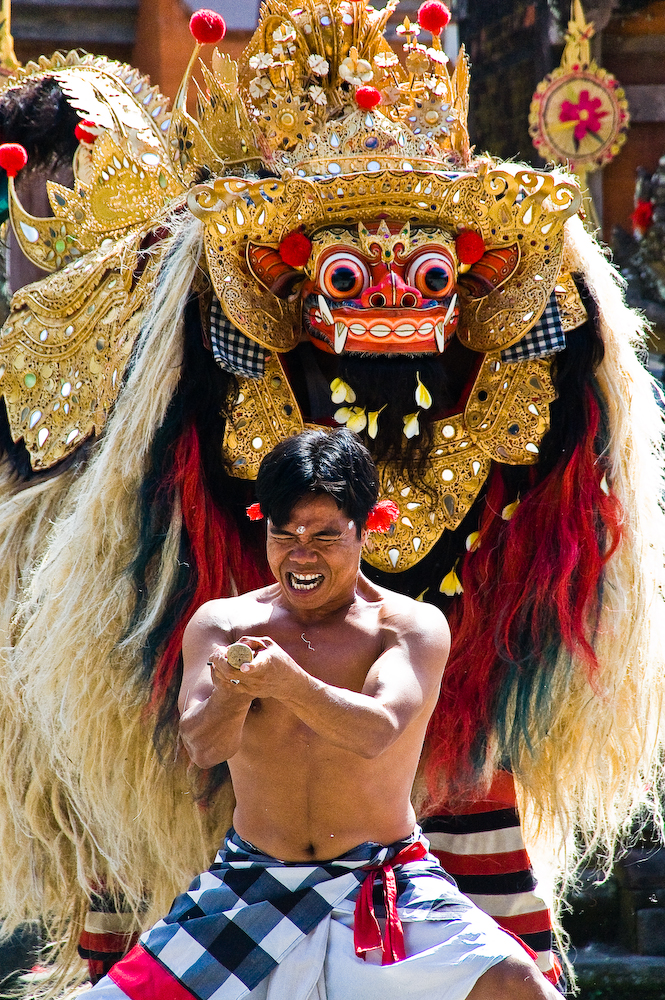
Der gute Barong mit einem von Rangda verzauberten Kris-Kämpfer

Bei den Dämonenspielen im Kulturraum Indonesiens, etwa auf Bali, kommen legendäre Ereignisse auf die Spielbühne, die bereits aus vorhinduistischer animistischer Zeit überkommen sind und bis heute in Festspielen rituell begangen werden: 
Der gutmütige Barong, Prinzip des Guten und Fürsorglichen, dargestellt als löwenähnlicher gewaltiger Koloss, und seine Helfer, die Kris-Kämpfer, befinden sich in einer dramatischen Urfehde mit der mächtigen Widersacherin Rangda, Königin der Dämonen, die das Weltgeschehen beherrschen und den Menschen schaden will. Beide verfügen über Zauberkräfte, die sie wechselseitig gegeneinander einsetzen und in Spielhandlungen und Tänzen vor Zuschauern austragen. Es handelt sich um die Inszenierung des ewigen Kampfes der Mächte des Guten und des Bösen. Die Masken gelten als heilige Gegenstände, die vor jedem Einsatz mit geweihtem Wasser vom Berg Agung von einem Priester gesegnet werden.

### Europa
In der europäischen Spielkultur haben sich Dämonenspiele in vielfältigen Formen etabliert und teilweise eine lange Tradition. Sie reichen von den bei Kindern beliebten Gespensterspielen über die in ganz Europa verbreiteten Fastnachtsspiele, die in Keller- und Hüttenpartys zelebrierten jugendlichen Hexenzauber- und  Voodoo-Rituale bis zu den Teufelskulten esoterischer Geheimzirkel mit Exorzismuspraktiken. In der aus Westafrika überkommenen Voodoo-Tradition werden in kultischen Spielhandlungen geheimnisvolle Geistwesen beschworen, die einen Zugang zu übersinnlichen Erfahrungen ermöglichen sollen. Dabei kann sich der Gläubige an die gutmütigen Rada-Geister wenden, „geistige Führer“, die Wünsche erfüllen. Daneben hat er es mit den Petro-Geistern zu tun, aggressiven Dämonen, deren zerstörerischer Charakter das seelische Gleichgewicht stören, aber auch der Zauberkraft der Schwarzen Magie dienstbar gemacht werden kann. Alkohol, Trommelmusik, Gesang und Tanz versetzen bei der Geisterbeschwörung in einen Trancezustand.
Das Blinde-Kuh-Spiel findet sich heute zu einem einfachen Kinderspiel mit dem Spielgedanken des Neckens, Versteckens und Suchens profaniert, nachdem der einstmals kultische Hintergrund mit der Zeit in Vergessenheit geriet: „Der augenlose (hinter einer Maske versteckte) Dämon versuchte, die Menschen, die sich ihm respektlos näherten, zu greifen und selbst zu dämonisieren.“
Hinter diesem rituellen Symbolspiel verbarg sich der Gedanke, dass, wer einen Blinden verspottet, durch die Berührung mit ihm und damit ausgelöste magische Effekte selbst mit Blindheit geschlagen wird, der Blinde aber dadurch Erlösung von seinem Leiden erfährt. Diese latente Symbolschicht, dass Dämonen hinter einer Maske ihre Identität verbergen und den Entdecker mit ewiger Blindheit bestrafen, ist in der hinduistischen Tradition und in den Aufführungen des indischen Mahabharata-Epos noch bis in unsere Zeit lebendig geblieben.